# Сани Судин
Са́ни Суди́н (малайск. Sani Sudin; 3 марта 1957, Куала-Лумпур) — малайзийский композитор, певец, актёр, поэт, член вокально-инструментального трио «Копратаса».

## Краткая биография
Окончил среднюю школу. Рано проявил себя как певец и сочинитель.
До 1985 г. являлся членом группы «Элитный театр», созданной драматургом и поэтом Динсманом. Во многих спектаклях выходил на сцену с гитарой.
В 1980-е годы принимал участие в декламации стихов «Под фонарным столбом» на Базаре искусств в Куала-Лумпуре.
C 1986 года участник вокально-инструментального трио «Копратаса», совместно с которым выпущено 10 альбомов. Большинство песен репертуара группы, в том числе её «визитная карточка» песня «Помнишь ли ты?» (малайск. Masihkah kau ingat) написаны Сани Судином.
Периодически продолжает участвовать в театральных постановках и сниматься в кино и на телевидении, опубликовал два сборника поэзии. Регулярно принимает участие в ежемесячных поэтических вечерах, которые проводит столичная писательская организация «Пэна» (Перо).

Сани Судин (справа) пробует сыграть на балалайке. Университет Малайя, 2016 год

## Публикации
- Fathullah Luqman Yusuff, Sani Sudin. Catatan SS. Kuala Lumpur: Silverfish Books, 2014.
- Sani Sudin. Satu catatan Sani Sudin di Dalam Dalam. Kuala Lumpur: ITBM, 2014.

## Дискография
- Saya Sani Sudin (Я Сани Судин) (1993)
- Dalam Rimba Karya (В джунглях трудов) (1997)

## Фильмография
- Механик (Mekanik, 1983, режиссёр Осман Хафшам)[4]
- Шакила (Shakila, 1992, режиссёр Баде Хаджи Азми) — актёр и сценарист
- Карипапы любви (Karipap-karipap cinta, 2011)
- Левые крылья (Leftwings, 2012)

## Участие в театральных постановках
- В ожидании слова господня". (Menunggu Kata Dari Tuhan; 2009, автор и постановщик Динсман)[5]
- «Заложник» (Sandera; 2014, по произведению Арена Вати, сценарий и постановка А. Вахаба Хамзаха)[6]
- Розыгрыш (Kena Main; 2015, автор и режиссёр Халид Саллех)[7]
- Театр на дереве (2016, автор и режиссёр Динсман)[8]

## Награды
- Песня «Донданг Мустика» (Песня-драгоценность) была включена в шорт-лист на конкурсе на лучшую песню 2000 года, проводимом телекомпанией ТВ-3.